# 堂尾 (津山市)
堂尾（どうのお）は岡山県津山市にある地名。郵便番号は708-0853。

## 地理
市内中原の東と南、池ヶ原の南に位置し、南で久米郡美咲町宮山、東で勝田郡勝央町為本と接する。

## 歴史

### 沿革
- 1604年 - 池ヶ原村から堂尾村が分村。
- 1889年6月1日 - 町村制施行により、勝南郡堂尾村が同郡池ヶ原村、黒坂村、為本村、福吉村と合併、高取村となる。堂尾村は大字堂尾となる。
- 1900年4月1日 - 勝南郡が勝北郡と合併し、勝田郡となる。
- 1954年3月31日 - 勝田郡高取村が同郡勝間田町、植月村、古吉野村及び吉野村の内、大字豊久田の杉原地区以外と合併、勝央町となる。
- 1955年6月1日 - 旧高取村の内、大字池ヶ原、大字堂尾が津山市へ編入される。

## 世帯数と人口
2021年（令和3年）1月1日現在の世帯数と人口は以下の通りである。
| 町丁 | 世帯数 | 人口 |
| ---- | ------ | ---- |
| 堂尾 | 31世帯 | 73人 |

## 小・中学校の学区
市立小・中学校に通う場合、学区は以下の通りとなる。
| 番地 | 小学校             | 中学校               |
| ---- | ------------------ | -------------------- |
| 全域 | 津山市立大崎小学校 | 津山市立津山東中学校 |

## 交通

### 道路
- 岡山県道52号勝央仁堀中線

国道、県道のみを利用して堂尾に行く場合、津山市からは一度、この県道を用いて勝央町か美咲町（旧・柵原町）を通過する必要がある。

## 施設
- 堂尾公会堂
- 柏内板金